# 이집트 아랍어 위키백과

이집트 아랍어 위키백과는 이집트 아랍어로 운영되는 위키백과이다. 기호는 arz이다.

## 같이 보기
- 이집트 아랍어
- 아랍어 위키백과